# Spudaea fuliginosa
Spudaea fuliginosa là một loài bướm đêm trong họ Noctuidae.